# Листовёртка лиственничная серая
Лиственничная серая листовёртка (лат. Zeiraphera griseana) — бабочка семейства листовёрток. Крылья в размахе 20—22 мм. Генерация одногодичная. Весенне-летняя группа насекомых. Распространена в Евразии в пределах ареала лиственницы.
Относится к опасным вредным организмам (Вредители леса).